# Årets länsförfattare
Årets länsförfattare i Örebro län var ett litterärt pris som årligen delades ut av dåvarande Länsbiblioteket i Örebro län och dåvarande Regionförbundet Örebro tillsammans med arrangörerna av Bokmässan Örebro Slott mellan 2000 och 2014. Prissumman var på 5 000 svenska kronor (2011).

## Pristagare
- 2000 – Anna Jansson
- 2001 – Sedin Keljalic
- 2002 – Birgitta Lindqvist
- 2003 – Håkan Nesser
- 2004 – Tomas Danielsson
- 2005 – Eva Dahlström
- 2006 – Thomas Dömstedt
- 2007 – Arne Johnsson[2]
- 2008 – Lars Andersson[3]
- 2009 – Frida Nilsson
- 2010 – Eva B. Magnusson
- 2011 – Madeleine Hessérus

- 2014 – Staffan Ekegren

### Fotnoter
1. ↑  ”De blev årets författare”. Meny. Arkiverad från originalet den 18 april 2012. https://web.archive.org/web/20120418110550/http://meny.nu/nyheter/1.1618518-de-blev-arets-forfattare. Läst 10 juni 2012.
2. ↑  ”Johnson blev Årets Länsförfattare”. SVT Nyheter. 23 november 2007. https://www.svt.se/nyheter/lokalt/orebro/johnson-blev-arets-lansforfattare. Läst 26 april 2025.
3. ↑  ”Årets länsförfattare utsedd - P4 Örebro”. www.sverigesradio.se. Sveriges Radio. 14 november 2008. https://www.sverigesradio.se/artikel/2444212. Läst 26 april 2025.